# Raio atómico

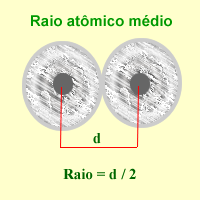
Raio atômico médio

O raio atômico (português brasileiro) ou raio atómico (português europeu) é uma estimativa de distância do núcleo à última camada eletrônica. Ao contrário do que se poderia pensar, o raio atômico não depende apenas do peso do átomo e/ou da quantidade de elétrons presentes na eletrosfera, sendo fortemente influenciado pela carga nuclear efetiva (Zef) de cada elemento.
Numa explicação simplificada, o raio atômico é a distância entre o centro do átomo e a sua camada de valência, que é o  nível de energia com elétrons mais externo deste átomo. Como consequência do átomo não ser rígido é impossível calcular o seu raio atômico exato. Deste modo, calcula-se o seu raio atômico médio.
Devido a dificuldade em obter-se o raio de átomos isolados determina-se (através de raio X) a distância entre os  núcleos de dois átomos ligados do mesmo elemento, no estado gasoso. O raio atômico será metade da distância calculada.

## Tendências Periódicas nos Raios Atômicos
- Ao descermos nos grupos da tabela periódica, o número atômico (Z) cresce. Isto resulta basicamente do aumento do número quântico principal (n) dos elétrons mais externos, consequentemente aumentando o número de camadas e a distância entre o núcleo e a camada eletrônica mais externa, resultando no aumento do tamanho do átomo;
- Deslocando-se da esquerda para direita em um mesmo período da tabela periódica, observamos a diminuição do raio atômico. Esta tendência ocorre devido ao aumento da carga nuclear efetiva (Zef) à medida que nos deslocamos no período. O aumento da quantidade de prótons no núcleo resulta em um aumento da carga nuclear efetiva, atraindo os elétrons(inclusive os mais externos) aproximando-os do núcleo, resultando assim na redução do raio atômico.

## Propriedades
Os núcleos atômicos encontram-se, em condições normais, no seu estado fundamental. Algumas propriedades observáveis podem ser extraídas desses núcleos. O raio nuclear é uma das propriedades mais fáceis de observar e pode ser obtido a partir de experiências de dispersão como as realizadas por Rutherford. Como base nessas experiências, percebeu-se que era uma boa aproximação considerar o raio nuclear R como relacionado à massa nuclear pela expressão
{\displaystyle R=r_{0}A^{1/3}}
Onde {\displaystyle \scriptstyle r_{0}=(1.2\pm 0.1)\times 10^{-15}\;m}. O raio nuclear determina a forma da distribuição angular, a partir da qual se pode então calculá-lo.

## Partículas Alfa

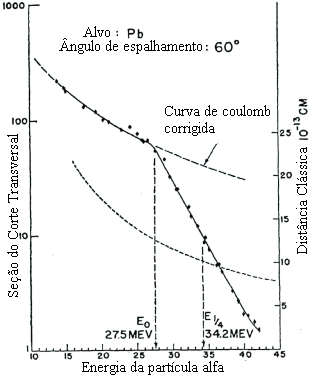
Seção de choque para o espalhamento de partículas alfa pelo chumbo a 60°, no sistema do laboratório.

Uma experiência de espalhamento elástico envolvendo núcleos pesados foi feita em 1954 por Farwell e Wegner. Com energia intermediária de 13 a 43 MeV usando um cíclotron de 60 polegadas.
O resultado obtido envolvendo uma amostra de Pb (chumbo) a 60º esta reproduzido na figura. A curva de Coulomb corrigida está normalizada pelos dados experimentais de baixa energia. Esta curva segue aproximadamente a dependência com o inverso do quadrado da seção de choque de Coulomb (Rutherford) com a energia, mas está levemente alterada a fim de levar em conta pequenas variações do ângulo de espalhamento com a energia devido ao campo magnético do cíclotron.
Em baixas energias observa-se a teoria do espalhamento de Rutherford correta; porém, a partir de energias por volta de 27 MeV, com o aumento da energia de partícula alfa, a seção do choque cai rapidamente, obrigando a partir disso a adotar outros modelos a fim de explicar a aproximação da partícula alfa do núcleo atômico.
Tendo essas dúvidas em cheque, os cientistas Farwell e Wegner baseados em um modelo apresentado por Blair, que explicava as absorções de partículas alfa pelo núcleo.
Blair supôs que a soma dos raios nuclear com a partícula alfa seria aproximadamente igual à distância de máxima aproximação calculada na energia para a qual a seção de choque experimental é 1/4 da seção de choque Coulomb. Tendo a expressão:
{\displaystyle D_{1/4}=R_{n}+R_{\alpha }}
Onde D1/4 é a distância de máxima aproximação, Rn é o raio do núcleo e R α.

## Raio atômico medido empiricamente
O raio atômico pode ser medido empiricamente em picômetros (pm) com uma precisão aproximada de 5 pm.
| Grupo (vertical)     | 1      | 2      | 3      | 4      | 5      | 6      | 7      | 8      | 9      | 10     | 11     | 12     | 13     | 14     | 15     | 16     | 17     | 18    |  |
| Período (horizontal) |        |        |        |        |        |        |        |        |        |        |        |        |        |        |        |        |        |       |  |
| 1                    | H 25   |        |        |        |        |        |        |        |        |        |        |        |        |        |        |        |        | He    |  |
| 2                    | Li 145 | Be 105 |        |        |        |        |        |        |        |        |        |        | B 85   | C 70   | N 65   | O 60   | F 50   | Ne    |  |
| 3                    | Na 180 | Mg 150 |        |        |        |        |        |        |        |        |        |        | Al 125 | Si 110 | P 100  | S 100  | Cl 100 | Ar 71 |  |
| 4                    | K 220  | Ca 180 | Sc 160 | Ti 140 | V 135  | Cr 140 | Mn 140 | Fe 140 | Co 135 | Ni 135 | Cu 135 | Zn 135 | Ga 130 | Ge 125 | As 115 | Se 115 | Br 115 | Kr    |  |
| 5                    | Rb 235 | Sr 200 | Y 180  | Zr 155 | Nb 145 | Mo 145 | Tc 135 | Ru 130 | Rh 135 | Pd 140 | Ag 160 | Cd 155 | In 155 | Sn 145 | Sb 145 | Te 140 | I 140  | Xe    |  |
| 6                    | Cs 260 | Ba 215 | *      | Hf 155 | Ta 145 | W 135  | Re 135 | Os 130 | Ir 135 | Pt 135 | Au 135 | Hg 150 | Tl 190 | Pb 180 | Bi 160 | Po 190 | At     | Rn    |  |
| 7                    | Fr     | Ra 215 | **     | Rf     | Db     | Sg     | Bh     | Hs     | Mt     | Ds     | Rg     | Cn     | Nh     | Fl     | Mc     | Lv     | Ts     | Og    |  |
|                      |        |        |        |        |        |        |        |        |        |        |        |        |        |        |        |        |        |       |  |
| Lantanídios          | *      | La 195 | Ce 185 | Pr 185 | Nd 185 | Pm 185 | Sm 185 | Eu 185 | Gd 180 | Tb 175 | Dy 175 | Ho 175 | Er 175 | Tm 175 | Yb 175 | Lu 175 |        |       |  |
| Actinídios           | **     | Ac 195 | Th 180 | Pa 180 | U 175  | Np 175 | Pu 175 | Am 175 | Cm     | Bk     | Cf     | Es     | Fm     | Md     | No     | Lr     |        |       |  |
|                      |        |        |        |        |        |        |        |        |        |        |        |        |        |        |        |        |        |       |  |

## Raio atômico calculado
Raio atômico calculado em picômetros (pm)
| Grupo (vertical)     | 1      | 2      | 3      | 4      | 5      | 6      | 7      | 8      | 9      | 10     | 11     | 12     | 13     | 14     | 15     | 16     | 17    | 18     |  |
| Período (horizontal) |        |        |        |        |        |        |        |        |        |        |        |        |        |        |        |        |       |        |  |
| 1                    | H 53   |        |        |        |        |        |        |        |        |        |        |        |        |        |        |        |       | He 31  |  |
| 2                    | Li 167 | Be 112 |        |        |        |        |        |        |        |        |        |        | B 87   | C 67   | N 56   | O 48   | F 42  | Ne 38  |  |
| 3                    | Na 190 | Mg 145 |        |        |        |        |        |        |        |        |        |        | Al 118 | Si 111 | P 98   | S 88   | Cl 79 | Ar 71  |  |
| 4                    | K 243  | Ca 194 | Sc 184 | Ti 176 | V 171  | Cr 166 | Mn 161 | Fe 156 | Co 152 | Ni 149 | Cu 145 | Zn 142 | Ga 136 | Ge 125 | As 114 | Se 103 | Br 94 | Kr 88  |  |
| 5                    | Rb 265 | Sr 219 | Y 212  | Zr 206 | Nb 198 | Mo 190 | Tc 183 | Ru 178 | Rh 173 | Pd 169 | Ag 165 | Cd 161 | In 156 | Sn 145 | Sb 133 | Te 123 | I 115 | Xe 108 |  |
| 6                    | Cs 298 | Ba 253 | *      | Hf 208 | Ta 200 | W 193  | Re 188 | Os 185 | Ir 180 | Pt 177 | Au 174 | Hg 171 | Tl 156 | Pb 154 | Bi 143 | Po 135 | At    | Rn 120 |  |
| 7                    | Fr 270 | Ra     | **     | Rf     | Db     | Sg     | Bh     | Hs     | Mt     | Ds     | Rg     | Cn     | Nh     | Fl     | Mc     | Lv     | Ts    | Og     |  |
|                      |        |        |        |        |        |        |        |        |        |        |        |        |        |        |        |        |       |        |  |
| Lantanídios          | *      | La     | Ce     | Pr 247 | Nd 206 | Pm 205 | Sm 238 | Eu 231 | Gd 233 | Tb 225 | Dy 228 | Ho     | Er 226 | Tm 222 | Yb 222 | Lu 217 |       |        |  |
| Actinídios           | **     | Ac     | Th     | Pa     | U      | Np     | Pu     | Am     | Cm     | Bk     | Cf     | Es     | Fm     | Md     | No     | Lr     |       |        |  |
|                      |        |        |        |        |        |        |        |        |        |        |        |        |        |        |        |        |       |        |  |